# Heteropanax
Heteropanax é um género botânico pertencente à família Araliaceae.

## Sinônimos
- Heteropanax balanseanus C.B.Shang
- Heteropanax brevipedicellatus H.L.Li
- Heteropanax chinensis (Dunn) H.L.Li
- Heteropanax fragrans (Roxb.) Seem.
- Heteropanax hainanensis C.B.Shang
- Heteropanax nitentifolius G.Hoo
- Heteropanax phanrangensis C.B.Shang
- Heteropanax yunnanensis G.Hoo